# Championnat du Sri Lanka de football 2011-2012
Navigation
Saison précédente Saison suivante
La saison 2011-2012 du Championnat du Sri Lanka de football est la vingt-huitième édition du championnat national de première division au Sri Lanka. Les douze meilleures formations du pays sont regroupées au sein d'une poule unique où elles s'affrontent à deux reprises au cours de la saison. A la fin du championnat, les deux derniers du classement sont relégués et remplacés par les deux meilleurs clubs de Premier League, la deuxième division sri-lankaise.
C'est le Ratnam Sports Club qui remporte la compétition, après avoir terminé en tête du classemlent final, avec cinq points d'avance sur Army SC et six sur Navy SC, promu de deuxième division. C'est le cinquième titre de champion du Sri Lanka de l'histoire du club.

## Les clubs participants
- Saunders Sports Club
- Renown Sports Club
- Ratnam Sports Club
- Air Force Sports Club
- Navy SC - Promu de Division 2
- Army SC
- Nandimithra SC - Promu de Division 2
- Police SC
- Java Lane SC
- New Youngs SC
- Don Bosco Sports Club
- Blue Star Sport Club

## Compétition

### Classement
Le classement est établi sur le barème de points classique (victoire à 3 points, match nul à 1, défaite à 0).
| Rang | Équipe                 | Pts | J  | G  | N  | P  | Bp | Bc | Diff |
| ---- | ---------------------- | --- | -- | -- | -- | -- | -- | -- | ---- |
| 1    | Ratnam Sports Club     | 47  | 22 | 15 | 2  | 5  | 37 | 20 | +17  |
| 2    | Army SC                | 42  | 22 | 11 | 9  | 2  | 31 | 15 | +16  |
| 3    | Navy SCP C             | 41  | 22 | 12 | 5  | 5  | 31 | 12 | +19  |
| 4    | Don Bosco Sports ClubT | 37  | 22 | 10 | 7  | 5  | 27 | 20 | +7   |
| 5    | Air Force Sports Club  | 31  | 22 | 7  | 10 | 5  | 24 | 20 | +4   |
| 6    | Renown Sports Club     | 31  | 22 | 8  | 7  | 7  | 28 | 25 | +3   |
| 7    | Police SC              | 30  | 22 | 7  | 9  | 6  | 23 | 21 | +2   |
| 8    | Blue Star Sport Club   | 23  | 22 | 7  | 2  | 13 | 23 | 32 | -9   |
| 9    | Saunders Sports Club   | 22  | 22 | 4  | 10 | 8  | 18 | 21 | -3   |
| 10   | New Youngs SC          | 17  | 22 | 3  | 8  | 11 | 22 | 42 | -20  |
| 11   | Nandimithra SCP        | 17  | 22 | 3  | 8  | 11 | 19 | 44 | -25  |
| 12   | Java Lane SC           | 15  | 22 | 2  | 9  | 11 | 16 | 27 | -11  |

|  | Qualification pour la Coupe du président de l'AFC 2012                             |
|  | Relégation en Division 2                                                           |
|  | T : Tenant du titre C : Vainqueur de la Coupe du Sri Lanka P : Promu de Division 2 |

## Bilan de la saison
| Championnat du Sri Lanka de football 2011-2012                        |                               |
| Champion                                                              | Ratnam Sports Club (5e titre) |
| Coupes et trophées                                                    |                               |
| Vainqueur de la Coupe du Sri Lanka 2011-2012                          | Navy SC                       |
| Qualifications continentales                                          |                               |
| Ligue des champions de l'AFC 2012                                     | Aucun                         |
| Coupe de l'AFC 2012                                                   | Aucun                         |
| Coupe du président de l'AFC 2012                                      | Ratnam Sports Club            |
| Promotions et relégations                                             |                               |
| Promus en Bristol League                                              | Kalutara Park SC              |
| Promus en Bristol League                                              | Negombo Youth Sports Club     |
| Relégués en Championnat du Sri Lanka de football de deuxième division | Nandimithra SC                |
| Relégués en Championnat du Sri Lanka de football de deuxième division | Java Lane SC                  |